# Jerry Finn
Jerry Finn (Ventura, 31 marzo 1969 – Los Angeles, 21 agosto 2008) è stato un produttore discografico statunitense, famoso per aver prodotto o mixato album per gruppi punk rock di successo come Blink-182, Morrissey, AFI, Bad Religion, Alkaline Trio, MxPx, Rancid, Green Day, Sum 41 e The Offspring.
Inizia la carriera discografica all'inizio degli anni novanta, diventando assistente di Rob Cavallo, produttore della Reprise Records, per la quale si occupa del mix di Dookie, album dei Green Day, ad oggi venduto in oltre 15 milioni di copie. Nel 1995 inizia a collaborare per la Epitaph Records, con la quale produce, assieme a Brett Gurewitz, About Time dei Pennywise e, da solo, ...And Out Come the Wolves dei Rancid.
Nel 1999 produce Enema of the State dei Blink-182, che vende oltre 8 milioni di copie, iniziando una lunga collaborazione che continuerà fino al loro Greatest Hits e poi con i +44. Nel 2003 produce, assieme a Butch Vig, Sing the Sorrow, esordio con una major degli AFI, e, nel 2005, senza la collaborazione dell'ex produttore dei Nirvana, l'album successivo, Decemberunderground.
In coma dopo aver subito un'emorragia cerebrale nel luglio 2008, il 9 agosto la famiglia ed i sanitari hanno deciso di staccarlo dai macchinari. Prima dell'emorragia, Finn aveva appena finito di produrre il nuovo album di Morrissey, Years of Refusal.

## Produzione parziale[2]

### 1994
| Gruppo musicale | Album  | Dettagli  |
| --------------- | ------ | --------- |
| Green Day       | Dookie | missaggio |

### 1995
| Gruppo musicale | Album                      | Dettagli                         |
| --------------- | -------------------------- | -------------------------------- |
| The Muffs       | Blonder and Blonder        | ingegneria del suono e missaggio |
| Pennywise       | About Time                 |                                  |
| Rancid          | ...And Out Come the Wolves |                                  |
| Jawbreaker      | Dear You                   | missaggio                        |
| Green Day       | Insomniac                  | missaggio                        |

### 1996
| Gruppo musicale | Album                | Dettagli |
| --------------- | -------------------- | -------- |
| Fastball        | Make Your Mama Proud |          |
| Daredevils      | Hate You (singolo)   |          |

### 1997
| Gruppo musicale | Album               | Dettagli |
| --------------- | ------------------- | -------- |
| Smoking Popes   | Destination Failure |          |
| Coward          | Coward              |          |

### 1998
| Gruppo musicale | Album                    | Dettagli  |
| --------------- | ------------------------ | --------- |
| Superdrag       | Head Trip in Every Key   |           |
| Rancid          | Life Won't Wait          | missaggio |
| The Vandals     | Hitler Bad, Vandals Good | missaggio |
| The Living End  | The Living End           | missaggio |

### 1999
| Gruppo musicale | Album              | Dettagli  |
| --------------- | ------------------ | --------- |
| Blink-182       | Enema of the State |           |
| Madness         | Universal Madness  | missaggio |
| Fenix*TX        | Fenix*TX           |           |

### 2000
| Gruppo musicale | Album                                                   | Dettagli |
| --------------- | ------------------------------------------------------- | -------- |
| Blink-182       | The Mark, Tom and Travis Show (The Enema Strikes Back!) |          |
| MxPx            | The Ever Passing Moment                                 |          |
| Marvelous 3     | ReadySexGo!                                             |          |

### 2001
| Gruppo musicale | Album                          | Dettagli      |
| --------------- | ------------------------------ | ------------- |
| Fenix*TX        | Lechuza                        |               |
| Sum 41          | All Killer No Filler           |               |
| Alkaline Trio   | From Here to Infirmary         | missaggio     |
| Blink-182       | Take Off Your Pants and Jacket |               |
| Green Day       | International Superhits        | co-produzione |

### 2002
| Gruppo musicale | Album                 | Dettagli  |
| --------------- | --------------------- | --------- |
| Bad Religion    | The Process of Belief | missaggio |
| Box Car Racer   | Box Car Racer         |           |
| MxPx            | Ten Years and Running |           |
| Sparta          | Wiretap Scars         |           |

### 2003
| Gruppo musicale | Album                         | Dettagli                  |
| --------------- | ----------------------------- | ------------------------- |
| Vendetta Red    | Between the Never and the Now |                           |
| AFI             | Sing the Sorrow               | co-produzione e missaggio |
| Alkaline Trio   | Good Mourning                 | co-produzione e missaggio |
| Blink-182       | Blink-182                     |                           |

### 2004
| Gruppo musicale | Album                 | Dettagli  |
| --------------- | --------------------- | --------- |
| Morrissey       | You Are the Quarry    |           |
| Marjorie Fair   | Self Help Serenade    |           |
| The Vandals     | Hollywood Potato Chip | missaggio |

### 2005
| Gruppo musicale | Album         | Dettagli  |
| --------------- | ------------- | --------- |
| Eisley          | Room Noises   | missaggio |
| The Offspring   | Greatest Hits |           |
| Alkaline Trio   | Crimson       |           |
| Blink-182       | Greatest Hits |           |

### 2006
| Gruppo musicale | Album                         | Dettagli                  |
| --------------- | ----------------------------- | ------------------------- |
| AFI             | Decemberunderground           |                           |
| +44             | When Your Heart Stops Beating | co-produzione e missaggio |

### 2007
| Gruppo musicale | Album                     | Dettagli |
| --------------- | ------------------------- | -------- |
| Tiger Army      | Music from Regions Beyond |          |

### 2008
| Gruppo musicale | Album         | Dettagli |
| --------------- | ------------- | -------- |
| Morrissey       | Greatest Hits |          |

### 2009
| Gruppo musicale | Album            | Dettagli |
| --------------- | ---------------- | -------- |
| Morrissey       | Years of Refusal |          |